# Milton Katims
Milton Katims est un altiste et chef d'orchestre américain né le 24 juin 1909 à New York et mort le 27 février 2006 à Shoreline.

## Biographie
Milton Katims naît le 24 juin 1909 à Brooklyn (New York),,.
Il étudie avec Herbert Dittler à l'Université Columbia, initialement le violon, avant de passer à l'alto et de travailler la direction d'orchestre auprès de Léon Barzin de 1933 à 1935.
Entre 1935 et 1943, Katims est altiste et chef assistant à la WOR Radio, puis devient alto solo de l'Orchestre symphonique de la NBC sous la direction d'Arturo Toscanini, dont il devient également l'assistant.
En parallèle, il est professeur à la Juilliard School entre 1946 et 1954, est membre du New York Piano Quartet en compagnie de Mieczysław Horszowski et joue le deuxième alto dans des quintettes à cordes avec le quatuor de Budapest,.
Milton Katims se produit en 1952 au festival de Prades à l'invitation de Pablo Casals,.
Entre 1954 et 1976, il est directeur musical de l'Orchestre symphonique de Seattle, est membre du plan musical de l'US Information Service de 1960 à 1967 et de la première Commission des arts de l'État de Washington en 1961,.
Entre 1976 et 1984, Katims est directeur artistique de l'École de musique de l'Université de Houston, au Texas,.
Comme chef d'orchestre, outre l'Orchestre de Seattle, il dirige également l'Orchestre philharmonique de New York, l'Orchestre de Philadelphie, l'Orchestre symphonique de Boston, l'Orchestre philharmonique de Londres et l'Orchestre philharmonique d'Israël, notamment.
À l'alto, Milton Katims crée le Concerto pour alto de Morton Gould (1952) et celui de Tibor Serly,. À la baguette, il est le créateur de plusieurs œuvres, de Paul Creston (Pavane Variations, op. 89, 1966), Leon Kirchner (Concerto pour piano no 2, 1964), Benjamin Lees (Visions of Poets, 1962 ; Spectrum, 1964) et Roger Reynolds (Graffitti, 1966),.
Il meurt le 27 février 2006 à Shoreline (État de Washington),.